# Uxía
Uxía Domínguez Senlle, de nombre artístico Uxía, (Sanguiñeda, Mos, 19 de noviembre de 1962) es una cantante española referente del folklore gallego a nivel nacional e internacional. Fue reconocida por su trabajo de divulgación de la poesía gallega, renovación de la música tradicional y fusión con otras culturas lusófonas.
En cuarenta años de carrera lanzó doce discos por los que recibió, entre otros, el Premio da Crítica Galicia 2016, el Premio al Mejor álbum de música de Raíz en los Premios de Música Independiente de España 2012 por Meu Canto, seleccionado también como Top of the World por la revista británica Songlines.
Es la creadora y directora de proyectos colaborativos como Cantos na Maré, Enredadas y De tu casa a la mía.

## Trayectoria musical
Uxía nació en el seno de una familia muy vinculada a la música y estudió con detalle  la literatura y las raíces musicales gallegas cuando cursó Filología Románica en la universidad de Santiago de Compostela. 
Comenzó a cantar desde muy joven, como solista y también como miembro de formaciones locales, como la Coral Polifónica do CRC do Porriño. 
Su carrera comienza oficialmente en 1985, cuando gana el primer premio del Festival de Bergantiños. En 1986, con solo veinticuatro años, publica su primer álbum, Foliada de Marzo, con una música bastante próxima a lo tradicional, influenciada por el despertar de la poesía gallega en la música popular. Al año siguiente se incorpora como vocalista al grupo Na Lúa, uno de los buques insignias del folk gallego, y tal vez el más renovador de los años ochenta. Con ellos graba dos discos, A Estrela de Maio (1987) y Ondas do Mar de Vigo (1989). Cuatro años después, en 1991, deja el grupo y edita otro álbum en solitario, el cosmopolita Entre cidades, un paseo emocional por las ciudades del mundo en clave literaria con el que acerca aires pop y uno cierto sabor urbano a su discografía. 
El 6 de marzo de 1994 participa en el espectáculo Mujeres a viva voz, con Amália Rodrigues y con la mallorquina Maria del Mar Bonet. A partir de este momento continuará en la línea más cosmopolita, destacándose por sus intervenciones en discos ajenos, por las colaboraciones en conciertos de varios artistas y por la creación de espectáculos plurales sobre la canción de mujeres o el ámbito de la lusofonía. Un buen ejemplo es el festival Cantos na Maré un proyecto cultural pionero que a través de la lengua y de la música traza un mapa común entre los territorios lusófonos, y que después de varias ediciones en Pontevedra, en el 2009 comenzó una nueva andadura en Brasil y desde 2020 en Santiago de Compostela bajo el nombre de Maré. Otros proyectos destacados son O cantar das mulleres, O cantar das galegas, Natal dos simples, Son Delas y O mar nunha flor. 
Su mayor éxito llegó en 1995 con el álbum Estou vivindo no ceo, producido por el portugués Júlio Pereira, y que la dio a conocer en toda Europa. En él renueva la canción tradicional gallega, con algunos de sus temas más conocidos, como el "Alalá das mariñas" o "A laranxa". El disco da pie a la aparición de todo un amplio abanico de vocalistas femeninas en Galicia al final de los años noventa, como Guadi Galego, Leilía o Anubía. Editado en Europa, EE. UU. y Canadá, fue reconocido por la crítica europea como uno de los mejores álbumes de aquel año y dio origen a la primera gira internacional de Uxía, con actuaciones en Alemania, Austria, Italia, Escocia, Cuba y Argentina.
Después de participar en media docena de proyectos colectivos, graba La Sal de la Vida (1997), junto a Rasha (Sudán), María Salado (Castilla) y Xesús Pimentel (Galicia). En el 2000 Uxía publica Danza das Areas, una propuesta musical compleja producida por el pianista Nani García y en la que participan más de 40 músicos y vocalistas invitados, entre los que destacan Dulce Pontes, Xosé Manuel Budiño, María del Mar Bonet, Karen Matheson, Donald Shaw (Capercaillie), Michael McGoldrick, João Afonso, Susana Seivane o Quim Fariña.
Eterno navegar, su quinto disco en solitario, no llegó hasta 2008. En él se rodea de músicos gallegos, africanos y portugueses, para ofrecer una propuesta musical en la que las raíces gallegas conviven con los cuántos portugueses y africanos.  
Además de mantener una prolífica carrera musical en solitario y de colaborar en docenas de proyectos ajenos, Uxía produce, escribe y compone canciones para los primeros trabajos discográficos de Emilio Rúa, Cantareiras do Berbés, Malvela y la Señora Carmen y para A Nena e o Grilo. 
Sus temas están también recogidos en más de una docena de recopilaciones nacionales e internacionales. También compone o interviene en la banda sonora original de media docena de proyectos audiovisuales, como Río de Sombras, Minas, Lobos, Abrígate o Que culpa tiene el tomate.
Representó a la Televisión de Galicia en 1991 en un festival de televisiones regionales celebrado en Núremberg y a Galicia en la Expo 98 de Lisboa y en el Liet International, en el festival de música más importante para lenguas minorizadas, que se celebró en Ljouwert en 2004, y donde la mosense quedó tercera.
En el año 2017 le ha sido concedido el Premio Rebulir da Cultura Galega, como reconocimiento a su trayectoria personal y profesional en la difusión y puesta en valor de la música gallega. En 2022 publica un disco conjunto con el cantautor gaditano Javier Ruibal: De tu casa a la mía, disco en el que musican poemas de Rosalía de Castro y de Federico García Lorca.

## Discografía

### Álbumes
- Foliada de marzo (Edigal), 1986
- A estrela de maio (Edigal), 1987, con Na Lúa
- Ondas do mar de Vigo (GASA), 1989, con Na Lúa
- Entre cidades (Sons Galiza), 1991
- Estou vivindo no ceo (Nubenegra), 1995
- La Sal de la Vida (Nubenegra), 1997, en colaboración con Rasha, María Salgado y Xesús Pimentel)
- Danza das Areas, (Virgin), 2000
- Cantos na maré (Nordesía), 2005, con Chico César, Filipa Pais, Manecas Costa, Astra Harris, Xabier Díaz y Jon Luz
- Eterno navegar (Harmonía Mundi. World Village), 2008
- A nena e o Grilo (OQO), 2010, con Magín Blanco
- Meu Canto, 2011
- Andando a Terra (Fundación Manuel María), 2012, sobre poemas de Manuel María
- María Fumaça, Editorial Galaxia, 2012
- Rosalía Pequeniña (Galaxia/Sonárbore), 2013
- Xiqui xoque, fiú fiú!, Editorial Galaxia, 2014
- Baladas da Galiza imaxinaria (Edicións da Madriña), 2015, con Narf
- Canta o Cuco, Editorial Galaxia, 2015, con Magín Blanco
- Uxía canta a Manuel María, Casa Museo Manuel María, 2015, directo sobre poemas de Manuel María con Xabier Díaz
- Uxía-o, Fundación Uxío Novoneyra, 2017
- Alalás e cantigas do camiño, Xunta de Galicia, 2021
- De tu casa a la mía con Javier Ruibal, 2022

### Colaboraciones discográficas
- Lo bueno, dentro (1995) de Víctor Coyote
- Emilio Rúa (2000) de Emilio Rúa
- Alma de buxo (2001) de Susana Seivane
- Que o pano non me namora (2002) de Malvela
- Komunikando (2003) de Diplomáticos de Montealto
- Aghinaldo (2004) de Malvela
- Vida miña (2006) de Emilio Rúa
- Da miña xanela á túa (2007) de Malvela
- Na flor dos meus anos (2007) da Señora Carmen
- Acácia (2007) de Mingo Rangel
- O coração tem três portas (2007) de Dulce Pontes
- Etxea (2008) de Kepa Junquera
- Alalá do Cebreiro (2009) de Brañas Folk
- Terra de soños (2009) de Fuxan os Ventos
- Interior (2010) de Emilio Rúa
- Cores do Atlântico (2010), libro disco de Socorro Lira

### Recopilatorios
- A Cantar con Xabarín Vol. III (CRTVG, 1996)
- All Children in School, All Cultures Together (Fundación Audrey Hepburn, 1997) con Omara Portuondo, Susana Baca, Teresa Salgueiro, Caetano Veloso y Dulce Pontes
- Cantigas de Nadal (Boa, 1998) con Berrogüetto, A Quenlla, Xistra De Coruxo, Os Cempes, Leilía, Maite Dono, Pancho Álvarez, Muxicas, Na Lúa y Chouteira
- Galicia, terra única (Xacobeo, 1999)
- Spain in My Heart: Songs of the Spanish Civil War (Appleseed Records, 2003) con Arlo Guthrie, Michele Greene, John McCutcheo, Guardabarranco, Lila Downs, Aoife Clancy, Joel Rafael & Jamaica Rafael, Elixeo Parra, Quetzal y Laurie Lewis
- Euskadi Galiziarekin/Galicia con Euskadi (Radio Euskadi, 2003)
- Marea de Música (Boa, 2003)
- Hadas (Factoría Autor, 2004) con Mercedes Peón, Marina Rossell, Mestisay, María del Mar Bonet, Ginesa Ortega y Faltriqueira
- Cantos da Maré (Nordesia, 2005)
- Meniños cantores (Ponte...nas ondas!, Pai música y Casa de Tolos, 2006)
- A Terra do Zeca: Tributo a Jose Afonso (Som Livre, 2007), con Terra d'Agua + Dulce Pontes, Filipa Pais, Lúcia Moniz y Maria Anadon
- La tierra del agua (Limón Records, 2007) con Leilía, Budiño, Niño Josele y Hip Hop Roots
- España (Putumayo World Music, 2009) con Peret, Gertrudis, Depedro, Burguitos, Calima, Gossos, El Combolinga, Xabier Lete, Gecko Turner y Biella Nuei
- Compositoras (Vol. I) (Tratore, 2010) con Cristina Saraiva, Etel Frota, Simone Guimarães y Socorro Lira
- Cantigas do Camiño (Boa, 2010)
- CoraSons (Kalandraka, 2012)

## Trayectoria personal
Uxía estudió filología románica en el Colegio Universitario de Vigo y en la Universidad de Santiago de Compostela. Colabora asiduamente en medios de comunicación escritos, de televisión y especialmente en la radio. Es crítica musical para el programa Diario cultural, que dirige Ana Romaní en la Radio Galega. Intervino en la creación literaria colectiva Polifonía y participó en numerosas experiencias pedagógicas.
A raíz del hundimiento del buque Prestige en noviembre de 2002 frente a las costas gallegas, Uxía actuó como portavoz del colectivo ciudadano Nunca Máis que reclamaba la depuración de responsabilidades y una mayor protección del medio marino y litoral. Años después, en 2006, Uxía volvió a actuar como portavoz de Nunca Máis durante la crisis de los incendios forestales de agosto.